# Belmont-de-la-Loire
Belmont-de-la-Loire je naselje in občina v jugovzhodnem francoskem departmaju Loire regije Rona-Alpe. Leta 2009 je naselje imelo 1.515 prebivalcev.

## Geografija
Kraj leži v pokrajini Forez 34 km severovzhodno od Roanne in 57 km jugozahodno od Mâcona.

## Uprava
Belmont-de-la-Loire je sedež istoimenskega kantona, v katerega so poleg njegove vključene še občine Arcinges, Belleroche, Le Cergne, Cuinzier, Écoche, La Gresle, Saint-Germain-la-Montagne in Sevelinges s 5.582 prebivalci (v letu 2010).
Kanton Belmont-de-la-Loire je sestavni del okrožja Roanne.

## Zanimivosti
- cerkev sv. Krištofa, prvikrat omenjena v letu 1096,
- kapela sv. Klavdija, postavljena v 17. stoletju ob množičnem grobišču žrtev kuge, ki je tod izbruhnila v letu 1628.